# I/S Digi-tv
I/S DIGI-TV er et interessentselskab etableret 19. januar 2006, som TV2/Danmark og DR ejer i fællesskab, hvor DR ejer to tredjedele og TV2 en tredjedel. Siden  31. marts 2006 har selskabet stået for den primære distribution af de danske public service broadcasteres tv-signaler via det danske digitale jordbaserede tv-sendenet (DTT). Sendenettet benytter sendemasterne i det oprindelige landsdækkende analoge TV2-sendenet, som blev etableret mellem 1988-89. samt mere end 20 hjælpesender.
DIGI-TV er navnet på den teknologiske platform, der står for distribution af de danske public service broadcasteres tv-signaler. Selskabet har fået rådighed over de to digitale TV multipleks MUX1 og MUX2, som koder og komprimerer signalerne til udsendelse via master og sendere i UHF-båndet fra kanal 21 til kanal 69. Et multipleks kan rumme flere digitale tv-kanaler. 
Samlet råder Danmark over frekvenssæt til otte digitale TV multiplex. MUX1 og MUX2 drives som nævnt af DIGI-TV, mens MUX3-MUX 6 drives af den kommercielle udbyder Boxer TV. MUX7 kan ikke anvendes, da frekvenserne i stedet er overgået til mobilt bredbånd. Tilbage er MUX8, som på nuværende tidspunkt ikke er i brug. 
MUX1 rummer kanalerne DR1, DR2, TV 2 regionerne og de tegnsprogstolkede nyhedsudsendelser fra DR og TV 2 samt programmer fra de ikke-kommercielle regionale og landsdækkende sendesamvirker.
MUX2 byder på børnekanalen DR Ramasjang, kulturkanalen DR K, DR Ultra, DR3 og direkte tv fra Christiansborg på kanalen ”Folketings-tv”.
For at se TV2 via DTT og egen antenne skal man fra 11. januar 2012 være kunde hos Boxer TV.
Det danske digitale jordbaserede tv-sendenet (DTT) drives af Broadcast Service Danmark, der er ejet af svenske Teracom, som også ejer sendemasterne med tilhørende grunde og bygninger samt det fiberoptiske transmissionsnetværk, der forbinder masterne med DR, TV 2 og TV 2-regionerne. I/S Digi-tv ejer sende- og multiplexudstyret i MUX 1, mens det tilsvarende udstyr for MUX 2 er ejet af DR.

## Kanaler

### MUX 1
Kanalerne i MUX udsendes indtil 2012 i MPEG-2 og kan således modtages af seere med ældre DTT-udstyr. Alle øvrige kanaler på det danske DDT-net udsendes i MPEG-4.
- DR1
- DR2
- TV 2 inkl. den lokale TV 2-region
- Ikke-kommercielt lokal-tv
- Tegnsprogstolkning: Samtidig med Deadline (DR2) kl. 17, TV 2 Nyhederne kl. 18.00, TV Avisen (DR1) kl. 18.30 og TV 2 Nyhederne kl. 19 sendes fra et studie, hvor nyhedsudsendelsen vises på en storskærm i baggrunden, mens en tegnsprogstolk simultanoversætter til tegnsprog.

### MUX 2
- DR Ramasjang
- DR K
- DR HD
- DR Update
- Folketinget

## Ekstern henvisning
- I/S Digi-tv's hjemmeside Arkiveret 20. august 2006 hos  Wayback Machine
- Teracom Danmark A/S Arkiveret 8. november 2017 hos  Wayback Machine